# Американска мечта
 Тази статия е за феномена.  За филма вижте Американски мечти.  
Американската мечта (на английски: American Dream) е централен елемент в националната култура на Съединените американски щати – идеята, че свободата включва възможността за процъфтяване, успех и възходяща социална мобилност както за индивида, така и за семейството и децата, постигнати чрез усилен труд в капиталистическо общество с малко ограничения.
Според определението на Джеймс Тръслоу Адамс от 1931 година, „животът трябва да бъде по-добър и по-богат, и по-пълноценен за всекиго, с възможности за всекиго според способностите или постиженията“. В основата на американската мечта стои Декларацията за независимостта, която обявява, че „всички хора са създадени равни“ с правото на „живот, свобода и преследване на щастието“.

## Литератуа
- Terkel, Studs. American Dreams: Lost and Found.   Ню Йорк, The New Press, 2005. ISBN 1565845455, ISBN 978-1565845459. p. 496. (на английски)